# Ослобођење Ваљева септембра 1944.
Наступајући општим правцем према Београду, снаге НОВЈ напале су 14. септембра 1944. осовински гарнизон Ваљево. Сам град браниле су немачке снаге, делови СДК и групе четника, док су околни простор браниле јаке снаге ЈВуО. Након разбијања четника, 14. септембра увече почео је напад делова Прве и Шесте пролетерске дивизије су на сам град Ваљево. Борбе са Немцима, СДК, СДС и четницима трајале су до 18. септембра. Тог дана су блокиране немачке снаге успеле да се пробију и евакуишу из Ваљева, чиме је град коначно ослобођен.

## Оперативне околности
Током августа 1944. немачке снаге настојале су да операцијама у Црној Гори (Рибецал) и источној Босни спрече прелазак јачих снага НОВЈ у Србију. Ове операције окончане су неуспехом. 26. августа је, због ситуације у Румунији, наређено пребацивање 1. брдске дивизије у источну Србију. Тако је у борби са групацијом НОВЈ (Први и Дванаести корпус) остала 7. СС дивизија и 2. пук Бранденбург. С обзиром на општи правац наступања снага НОВЈ ка северу и североистоку, ове снаге нашле су се у њиховој позадини, док су се испред снага НОВЈ налазиле слабе немачке снаге са потчињеним деловима СДК и РЗК и главнина ЈВуО. После неколико победа над ЈВуО (Јелова Гора), групација НОВЈ је овладала простором западне Србије.
Групација НОВЈ је, заједно са групацијом из јужне Србије (Пета, Седамнаеста и 21. дивизија) добила задатак да, под обједињеном командом штаба Првог пролетерског корпуса, овлада подручјем између Тополе и Шапца као основицом за предстојећи напад на Београд. Тако је 17. септембра ослобођен Горњи Милановац, 19. септембра Крупањ, а 20. Аранђеловац. Немачки штаб је оформио борбену групу од делова 7. СС дивизије, дивизије Бранденбург, 5. полицијског пука, делова СДК и РЗК под командом пуковника фон Јунгенфелда. Ова група добила је задатак да нападом разбије концентрацију НОВЈ у западној Србији. Међутим, те снаге су се показале недовољним. Напад делова 7. СС дивизије из долине Западне Мораве према Ваљеву није могао да се испољи, јер су њени делови били нападнути и присиљени на одбрану у Пожеги и Ужицу. 21. септембра Немци су успели да накратко овладају Горњим Милановцем, али су били присиљени да га напусте, и потиснути су у одбрану Тополе. Тако су снаге у Ваљеву постале изоловане и биле изложене нападу.
Почетком септембра почеле су Титове снаге I и XII црвеног корпуса покрете из ј. и јз. Србије у општем северном правцу. У упорним борбама било је ослобођено Ужице, које је од њих било данима опкољено. Међутим, делом јако изморене наше јединице (пол.[ицијске], СДК и РЗК), нису могле да спрече даљи продор у долину Колубаре и ка Ваљеву. Ваљево је било опкољено. Пошто се морало рачунати с даљим продирањем црвених према Сави, то је 14. 9. штабном официру за противоклопну одбрану војноупр. к-та Југоистока, пуковнику ф. Јунгенфелду, поверено командовање у с[еверо] з[ападној] Србији. Њему су првобитно потчињени 5. пол. пук и делови 1. и 3. срп. добр. пука, као и 2. пук РЗК. Услед заоштравања ситуације у средњој и западној Србији, Група армија „Ф“ је ставила на располагање 14. СС-пук 7. СС-брд. див. ("Принц Еуген"). Његово наступање од Уба према Ваљеву одужило се, међутим, због тешкоћа у снабдевању. За деблокаду посаде Ваљева, која се налазила у тешким борбама, Група армија „Ф“ је упутила 1 бат. 1. пука „Бранденбург“, који се налазио у пребацивању, и једну чету 202. тенк. батаљона, а који су потчињени пуковнику ф. Јунгенфелду, и који су посаду, која је била сабијена у полицијској касарни у Ваљеву, 16. 9. у последњи час деблокирали и наредног дана, после жестоке борбе, успели да је пребаце у Лајковац. Држање Ваљева није било могуће, пошто су снаге за деблокаду биле стављене на располагање само за кратко време.
Цела борбена група фон Јунгенфелд, и уопште све немачке снаге у Србији под командом генерала Фелбера, као и Михаиловићеве снаге, биле су потиснуте у дефанзиву у присиљене на повлачење.

## Ток борбе
Бригаде Прве и Шесте дивизије НОВЈ након разбијања главнине ЈВуО на Јеловој гори задржале су иницијативу у рукама, енергично гонећи четничке делове на север. 11. септембра у непосредној опасности се нашла Михаиловићева команда на Равној гори, па су два батаљона СДК из Ваљева наступила према Мионици да би обезбедили извлачење Михаиловићевог штаба према Коцељеву.
Начелник штаба Четврте групе јуришних корпуса капетан Нешко Недић покушао је да организује одбрану укључујући у групу Ваљевски корпус ЈВуО као Седми јуришни, и дајући му наређење да се повеже са Немцима у Ваљеву:
Твој (прим: капетан Војислав Марковић) корпус за сада остаје за акцију према Ваљеву — према комунистичкој групи дејствује у Колубари. Пошто ову акцију воде углавном Немци то ће твоја улога бити да наслоном наших и у споразуму са њима извршиш тучење црвених сугеришући Немцима најпогоднија решења. Од Немаца ћеш непосредно да се снабдеваш муницијом, а главни задатак ти је да присуством уз немачке трупе гониш и хваташ комунисте које они разбијају.

Ради овога извршићеш марш сутра — 14. септембра т.г. у 6 часова правцем село Грабовица, где ћеш ступити у додир са немачким Командантом у Ваљеву, коме ћеш дати писмено наређење штаба четврте групе за непосредно снабдевање муницијом за сарадњу са њима. Поред овога задатка ти ћеш обратити пажњу на то да се са корпусом нађеш у рејону Ваљева да брзо приграбиш власт ако би Немци напустили Ваљево односно да се наслоном на њих у овој гужви наоружаш извлачећи од сваког све што се може.
Бригаде НОВЈ су 12. септембра одбациле испад Немаца и СДК према Мионици, потиснувши њихове снаге преко Колубаре у Дивце. Истог дана штаб Првог пролетерског корпуса је, оценивши распоред и стање својих и непријатељских снага, донео одлуку о нападу на Ваљево.

### Осовинске снаге
У Ваљеву и непосредној околини налазили су се 2. и 3. батаљон 5. немачког полицијског пука, два оклопна воза, делови Допунске команде Српског добровољачког корпуса, Штаб 1. пука са 3. батаљоном и 3. батаљон 3. пука овога корпуса, делови Српске државне страже и четници Ваљевског корпуса - укупно око 4.000 војника. Западно од Ваљева према Дрини налазила се главнина Четврте групе јуришних корпуса, а северно, у широј области Шапца и Обреновца остатак снага борбене групе фон Јунгенфелд: остали делови 5. полицијског пука, 696. моторизовани полицијски батаљон, главнина СДК и делови РЗК. Због кризе ваљевског гарнизона, група фон Јунгенфелд ојачана је 1. батаљоном 1. пука Бранденбург и 202. оклопним батаљоном.
Поједине јаке зграде у центру града немачке јединице су претвориле у снажне отпорне тачке. Немачка Фелџандармерија посела је зграду Окружног суда, помоћна полиција поретка држала је кућу др Милоша Пантића, а Окружна територијална команда (Креискомандантур) зграду Среског суда. Недићевско-четничке снаге организовале су одбрану прилаза јужном делу града, између река Јабланице и Колубаре и у рејону Пиваре, док су у граду држале три одвојене отпорне тачке: Официрски дом, хотел Бранковина и артиљеријску касарну на улазу у источни део града, између Колубаре и београдског пута. На оближње погодне висове на прилазима граду истурени су слабији осигуравајући делови. Најјаче утврђење представљала је касарна 5. пешадијског пука на Крушику, где су се налазиле снаге немачког 5. полицијског пука.

### Ослобођење
Члан Политбироа Централног комитета Комунистичке партије Југославије и Врховног штаба НОВЈ, генерал-лајтнант Милован Ђилас хитао је ка престоници. Заноћио је у Ваљеву који је неколико дана раније ослободила Шеста личка пролетерска удaрнa дивизија "Никола Тесла". О томе је оставио следеће белешке:
Наметнуло ми се замишљање да су нас у Ваљеву дочекали као што су дочекивали српске генерале који су се крајем Првог светског рата враћали са Солунског фронта: засебна, супружничка соба у угледној грађанској кући, ходање на прстима да нас не пробуде, а када се пробудимо – слатко и ракија и нуткања уз доручак. Тако је сву нашу војску дочекала Србија – ратничка, измучена и државотворна.